# 佐竹義苗
佐竹 義苗（さたけ よしみつ）は、江戸時代前期の出羽国久保田藩の世嗣。通称は次郎。官位は四品、従四位下・修理大夫。

## 経歴
寛文11年（1671年）、出羽国久保田藩3代藩主・佐竹義処の長男として誕生。母は越前松平直政の娘・鶴姫（宝明院）。正室は徳川光貞の娘・育姫（徳川吉宗の姉にあたる）。諱は初め義林、後に義苗。
延宝3年（1675年）10月に宇留野勝明が傳役となり、天和元年（1681年）に初めて将軍に謁見する。天和3年（1683年）に傳役の宇留野勝明が義苗付きの家老に就任する。貞享元年（1684年）に叙任される。
元禄元年（1688年）に育姫と婚約するが、元禄12年（1699年）に29歳で死去した。次弟・相馬叙胤は既に陸奥国相馬中村藩の養子となっていたため、末弟・義格が嫡子となり、のち家督を継いだ。